# Time for Annihilation
Time for Annihilation...On the Record and On the Road é o setimo álbum da banda Papa Roach, lançado a 31 de Agosto de 2010.

## Faixas
Todas as faixas por Jacoby Shaddix e Tobin Esperance, exceto onde anotado.
1. "Burn" (Jacoby Shaddix, Tobin Esperance, Bobby Huff) - 3:26
2. "One Track Mind" (Jacoby Shaddix, Tobin Esperance, James Michael, David Bendeth) - 3:26
3. "Kick in the Teeth" (Jacoby Shaddix, Tobin Esperance, Huff) - 3:11
4. "No Matter What" (Jacoby Shaddix, Tobin Esperance, Michael, Bendeth) - 3:33
5. "The Enemy" (Jacoby Shaddix, Tobin Esperance, Bendeth) - 3:38
6. "Getting Away with Murder" (ao vivo) (Jacoby Shaddix, Tobin Esperance) - 4:14
7. "...To Be Loved" (ao vivo) (Shaddix, Esperance) - 3:55
8. "Lifeline" (ao vivo) (Shaddix, Esperance, Michael) - 4:18
9. "Scars" (ao vivo) (Shaddix, Esperance) - 4:59
10. "Hollywood Whore" (ao vivo) (Shaddix, Esperance, Horton) - 4:08
11. "Time Is Running Out" (ao vivo) (Shaddix, Esperance) - 3:57
12. "Forever" (ao vivo) (Shaddix, Esperance, Dave Buckner, Horton) - 6:50
13. "Between Angels and Insects" (ao vivo) (Shaddix, Esperance, Buckner, Horton) - 5:09
14. "Last Resort"(ao vivo) (Shaddix, Esperance, Buckner, Horton) - 5:39

## Posições nas paradas musicais
| Parada musical (2010)                               | Melhor posição |
| --------------------------------------------------- | -------------- |
| Alemanha - Media Control Charts                     | 40             |
| Áustria - Parada Musical                            | 38             |
| Bélgica - Ultratop 50 Albums (Valônia)              | 54             |
| Estados Unidos - Billboard 200                      | 23             |
| Estados Unidos - Top Digital Albums                 | 15             |
| Estados Unidos - Top Hard Rock Albums               | 4              |
| Estados Unidos - Top Independent Albums             | 3              |
| Estados Unidos - Top Modern Rock/Alternative Albums | 5              |
| Estados Unidos - Top Rock Albums                    | 9              |
| Japão - Oricon                                      | 255            |
| Reino Unido - UK Albums Chart                       | 71             |
| Suíça - Schweizer Hitparade                         | 64             |

## Créditos
- Jacoby Shaddix - Vocal
- Jerry Horton - Guitarra, vocal de apoio
- Tobin Esperance - Baixo, vocal de apoio
- Tony Palermo - Bateria, percussão